# Latrappita
La latrappita és un mineral de la classe dels òxids que pertany al subgrup de la vapnikita. Rep el seu nom en honor de la petita comunitat de La Trappe (Quebec, Canadà), situada a prop de la mina on es van extreure els primers cristalls del mineral.
El material es va descriure per primera vegada com una varietat de perovskita rica en niobi del complex de carbonatita d'Oka (Quebec, Canadà) i es va nomenar perovskita niobiana. Més endavant es va demostrar que el contingut de niobi era major que el de titani que es troba en la perovskita (CaTiO3), per la qual cosa es va definir i aprovar com un nou mineral.

## Característiques
La latrappita és un òxid de calci, niobi i titani de fórmula química Ca₂NbFe3+O₆. Cristal·litza en el sistema ortoròmbic en forma de cristalls pseudocúbics, de fins a 0,5 mm. La seva duresa a l'escala de Mohs és 5,5.
Segons la classificació de Nickel-Strunz, la latrappita pertany a «04.CC: Òxids amb relació Metall:Oxigen = 2:3, 3:5, i similars, amb cations de mida mitjana i gran» juntament amb els següents minerals: cromobismita, freudenbergita, grossita, clormayenita, yafsoanita, lueshita, natroniobita, perovskita, barioperovskita, lakargiïta, megawita, loparita-(Ce), macedonita, tausonita, isolueshita, crichtonita, davidita-(Ce), davidita-(La), davidita-(Y), landauita, lindsleyita, loveringita, mathiasita, senaita, dessauita-(Y), cleusonita, gramaccioliïta-(Y), diaoyudaoita, hawthorneita, hibonita, lindqvistita, magnetoplumbita, plumboferrita, yimengita, haggertyita, nežilovita, batiferrita, barioferrita, jeppeita, zenzenita i mengxianminita.

## Formació i jaciments
La latrappita es forma en zones de sovita en complexos de carbonatita. A més del lloc on va ser descoberta també ha estat descrita en la mina propera de St Lawrence Columbium.
Sol trobar-se associada a altres minerals com: calcita, apatita, diòpsid, biotita, piroclor, magnetita, niocalita, dolomita, nefelina i monticel·lita.